# Florian Hufsky

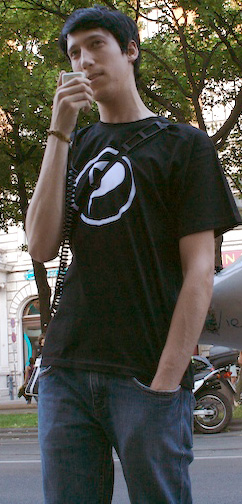
Florian Hufsky (Juni 2007)

Florian Hufsky (* 13. November 1986 in Villach, Kärnten; † 16. Dezember 2009 in Wien) war ein österreichischer Medienkünstler, Hacker und politischer Aktivist.

## Leben
Florian Hufsky wurde in Villach geboren, legte 2006 an der Höheren Technischen Lehranstalt Villach die Matura ab und studierte anschließend Grafikdesign an der Universität für angewandte Kunst Wien. Er starb, bevor er sein Studium abschließen konnte im Alter von 23 Jahren. Die Todesursache war Selbstmord. Hufsky war Gründer und Vorstandsmitglied der Piratenpartei Österreichs und des Graffiti Research Lab Vienna (deren Laser-Tag-Variante weltweit verwendet wird) sowie des Startups soup.io. Zudem schuf Hufsky das populäre Super-Mario-Derivat Super Mario War und war Mitglied der Programmierer- und Designer-Gruppe 72dpiarmy und des Hackerspaces Metalab.

## Medienkunst
Florian Hufsky und Michael Zeltner setzten sich in Wien für die Verbreitung des Lasertaggings ein. Bei dieser Form öffentlicher Kunst wird ein Bild auf öffentliche Flächen, normalerweise Wände, projiziert. Dazu entwickelten die beiden Künstler eine vom New Yorker Graffiti Research Lab (GRL) als Open Source veröffentlichte Software weiter. Als Medienkünstler nahm Hufsky damit am Ars Electronica Festival in Linz und dem Digitalkunst-Festival DigiTaika in Helsinki teil. Die Projekte des von ihm mitbegründeten GRL-Ablegers wurden regelmäßig im MuseumsQuartier gezeigt.
Das von ihm mitentwickelte quelloffene Spiel Super Mario War verwendet Elemente der klassischen Super-Mario-Spiele, bietet durch den Multiplayer-Aspekt aber ein wesentlich erweitertes Spielkonzept. Das Spiel lieferte in der Version 1.7 mehr als 270 Levels, 17 unterschiedlichen Spielmodi und einen Leveleditor.

## Politisches Engagement
Eines der Anliegen Florian Hufskys als Vertreter der österreichischen Piratenpartei war, ein Recht auf Privatkopie auch im digitalen Zeitalter möglich zu machen. Des Weiteren müsse auch die Privatsphäre ein zentrales Thema der Piratenparteien sein. Im Rahmen seiner Aktivität für die Piratenpartei organisierte Hufsky 2007 die erste internationale Konferenz der Piratenparteien, in deren Folge 2010 Pirate Parties International gegründet wurde.